# Dmitri Markov
Dmitri Markov, bělorusky Дзьмітры Маркаў, Dmitrij Markov (* 14. března 1975 Vitebsk) je bývalý běloruský atlet, který od roku 1999 reprezentoval Austrálii ve skoku o tyči.

## Kariéra
V roce 1994 získal na juniorském mistrovství světa v Lisabonu stříbrnou medaili. O dva roky později se stal ve Stockholmu halovým mistrem Evropy.
V roce 1999 vybojoval na světovém šampionátu v Seville výkonem 590 cm stříbrnou medaili. Výše skočil jen Rus Maxim Tarasov, který zdolal 602 cm.
Třikrát reprezentoval na letních olympijských hrách (Atlanta 1996, Sydney 2000, Athény 2004). Největšího úspěchu dosáhl v roce 2000 na olympiádě v australském Sydney, kde výkonem 580 cm obsadil 5. místo. Na olympiádě 1996 v Atlantě překonal 586 cm a skončil na 6. místě.
V roce 2006 získal stříbrnou medaili na hrách Commonwealthu v Melbourne. Mezi jeho úspěchy patří také bronzová medaili z Her dobré vůle z roku 2001.

### Edmonton 2001: Titul mistra světa
Jeden z největších úspěchů své kariéry zaznamenal na MS v atletice v kanadském Edmontonu. Kvalifikační limit 570 cm překonal napoprvé. Jako jediný absolvoval pouze dva skoky a jako jediný začínal až na výšce 560 cm. Před finálem měl zdravotní problémy s chodidlem, které dva dny ledoval. Ve finále zakládal vysoko. K prvnímu pokusu se rozběhl až na výšce 575 cm, kterou většina tyčkařů zvládla napoprvé. Markov nakonec uspěl až na poslední pokus a následnou výšku 585 cm vynechal. Na výšce 590 cm neuspěl Francouz Romain Mesnil, Němec Michael Stolle ani Američan Nick Hysong, který vybojoval bronz. Stříbro získal Alexandr Averbuch, který si po neúspěchu na výšce 590 cm schoval zbylé dva pokusy na 595 cm, leč neuspěl. Výšku naopak napoprvé zdolal Markov, který si následně na stojany nechal nastavit 605 cm. Přes laťku se napodruhé přenesl a tímto výkonem se zařadil po bok Maxima Tarasova na druhé místo v dlouhodobých tabulkách. Zároveň vytvořil nový rekord šampionátu. Poté se ještě pokoušel o zdolání výšky 610 cm, ale osobní rekord si již nevylepšil.
Na Mistrovství světa v atletice 2003 v Paříži skončil těsně pod stupni vítězů, na 4. místě jen vinou horšího technického zápisu.

### Osobní rekordy
- hala – 585 cm – 9. března 1996, Stockholm
- venku – 605 cm – 9. srpna 2001, Edmonton